# Badminton-Afrikameisterschaft 2009
Die Badminton-Afrikameisterschaft 2009 war die 15. Auflage der Titelkämpfe im Badminton auf dem afrikanischen Kontinent. Sie fand vom 17. bis 24. April 2009 im Moi International Sports Complex, Kasarani, Nairobi statt.

## Medaillengewinner
| Disziplin    | Gold | Silber                                                                       | Bronze                                                                                                   |
| ------------ | --- | ---------------------------------------------------------------------------- | --- |
| Herreneinzel | Ola Fagbemi                                                                                             | Jinkan Ifraimu                                                               | Steve Malcouzane                                                                                         |
| Herreneinzel | Ola Fagbemi                                                                                             | Jinkan Ifraimu                                                               | Abdelrahman Kashkal                                                                                      |
| Dameneinzel  | Juliette Ah-Wan                                                                                         | Stacey Doubell                                                               | Catherina Paulin                                                                                         |
| Dameneinzel  | Juliette Ah-Wan                                                                                         | Stacey Doubell                                                               | Susan Ideh                                                                                               |
| Herrendoppel | Jinkan Ifraimu Ola Fagbemi                                                                              | Dorian James Chris Dednam                                                    | Georgie Cupidon Steve Malcouzane                                                                         |
| Herrendoppel | Jinkan Ifraimu Ola Fagbemi                                                                              | Dorian James Chris Dednam                                                    | Sahir Edoo Yoni Louison                                                                                  |
| Damendoppel  | Grace Daniel Mary Gideon                                                                                | Stacey Doubell Kerry-Lee Harrington                                          | Juliette Ah-Wan Catherina Paulin                                                                         |
| Damendoppel  | Grace Daniel Mary Gideon                                                                                | Stacey Doubell Kerry-Lee Harrington                                          | Annari Viljoen Michelle Edwards                                                                          |
| Mixed        | Ola Fagbemi Grace Daniel                                                                                | Georgie Cupidon Juliette Ah-Wan                                              | Dorian James Stacey Doubell                                                                              |
| Mixed        | Ola Fagbemi Grace Daniel                                                                                | Georgie Cupidon Juliette Ah-Wan                                              | Sahir Edoo Shama Aboobakar                                                                               |
| Team         | Südafrika Chris Dednam Dorian James Stacey Doubell Michelle Edwards Kerry-Lee Harrington Annari Viljoen | Seychellen Steve Malcouzane Georgie Cupidon Catherina Paulin Juliette Ah-Wan | Mauritius Sahir Edoo Shama Aboobakar Yoni Louison Karen Foo Kune                                         |
| Team         | Südafrika Chris Dednam Dorian James Stacey Doubell Michelle Edwards Kerry-Lee Harrington Annari Viljoen | Seychellen Steve Malcouzane Georgie Cupidon Catherina Paulin Juliette Ah-Wan | Ägypten Ali Ahmed El-Khateeb Abdelrahman Kashkal Shehab Yehia Noran Hassan Elbanna Hadia Hosny Dina Nagy |

## Herreneinzel
- Enrico James –  Alfred Muthomi: 19-21 / 21-9 / 21-16
- Ben Noah Ayim –  Brian Ssunna: 21-13 / 16-21 / 21-18
- Ali Ahmed El Khateeb –  Wilson Tukire: 21-13 / 21-19
- Georgie Cupidon –  Abraham Otagada: 22-20 / 9-21 / 21-14
- Solomon Mensah Nyarko –  Shehab Yehia: 21-11 / 21-9
- Olorunfemi Elewa –  Pascal Niyonkuru: 21-5 / 21-9
- Niyongabo Eric –  Vinay Gopinath: w.o.
- Chris Dednam –  Gaone Tawana: 21-15 / 21-14
- Mabo Donald –  Owono Jacquesi: 21-18 / 21-12
- Abdelrahman Kashkal –  Lotfi Lahlou: 21-6 / 21-11
- Daniel Aitey –  Eric Niyongabo: 21-12 / 21-8
- Ola Fagbemi –  Abraham Wogute: 21-16 / 21-14
- Enrico James –  Paul Kopolo: 21-6 / 21-3
- Sahir Edoo –  Joel Dubel: 21-17 / 21-4
- Ben Noah Ayim –  Clement Gahongore: 21-8 / 21-11
- Ali Ahmed El Khateeb –  Yoni Dany Louison: 21-16 / 19-21 / 21-16
- Steve Malcouzane –  Jean Landry Menguele: 21-6 / 21-6
- Georgie Cupidon –  Patrick Ruto: 21-16 / 21-13
- Elkaadery Zakaria –  Onthathile Sekwidi: 21-5 / 21-11
- Solomon Mensah Nyarko –  Juma Muwowo: 22-20 / 21-13
- Jacob Maliekal –  Patrick Kinyua: 21-16 / 21-4
- Olorunfemi Elewa –  Jiten Patel: 21-7 / 21-18
- Jinkan Ifraimu –  Ngonidzashe Mhinda: 21-12 / 21-9
- Chris Dednam –  Mabo Donald: 21-19 / 21-11
- Abdelrahman Kashkal –  Daniel Aitey: 21-14 / 21-11
- Ola Fagbemi –  Enrico James: 21-12 / 21-10
- Sahir Edoo –  Ben Noah Ayim: 23-21 / 22-20
- Steve Malcouzane –  Ali Ahmed El Khateeb: 18-21 / 21-16 / 22-20
- Georgie Cupidon –  Elkaadery Zakaria: 21-15 / 21-15
- Solomon Mensah Nyarko –  Jacob Maliekal: 21-16 / 21-13
- Jinkan Ifraimu –  Olorunfemi Elewa: 21-19 / 21-18
- Abdelrahman Kashkal –  Chris Dednam: 21-13 / 21-7
- Ola Fagbemi –  Sahir Edoo: 21-16 / 21-17
- Steve Malcouzane –  Georgie Cupidon: 21-12 / 19-21 / 21-17
- Jinkan Ifraimu –  Solomon Mensah Nyarko: 18-21 / 21-11 / 21-14
- Ola Fagbemi –  Abdelrahman Kashkal: 21-17 / 21-18
- Jinkan Ifraimu –  Steve Malcouzane: 21-18 / 21-13
- Ola Fagbemi –  Jinkan Ifraimu: 21-18 / 21-18

## Dameneinzel
- Charaouite Ghita –  Michelle Chinguwa: 21-3 / 21-3
- Alisen Camille –  Davies Joyceline: 21-17 / 21-17
- Jeanine N. –  Tatenda Mushunje: 21-1 / 21-2
- Karen Foo Kune –  Cookey Mswani: 21-7 / 21-9
- Mercy Joseph –  Alice N.: 21-5 / 21-12
- Catherina Paulin –  Zhang Jian: 21-11 / 21-5
- Margaret Nankabirwa –  Olerato Charlie: 21-16 / 21-11
- Grace Daniel –  Sarah El-Merhissi: 21-2 / 21-10
- Dina Nagy –  Theresa Tetteh: 21-7 / 21-12
- Stacey Doubell –  Ogar Siamupangila: 18-21 / 21-17 / 21-10
- Gideon Mary –  Charaouite Ghita: 21-5 / 21-7
- Susan Ideh –  Alisen Camille: 21-12 / 21-10
- Rajae Rochdy –  Maria Braimoh: 22-20 / 21-16
- Shamim Bangi –  Maria Moirapula: 13-21 / 21-17 / 21-17
- Kerry-Lee Harrington –  Noran Hassan El Banna: 21-9 / 19-21 / 21-17
- Ngandwe Miyambo –  Jeanine N.: 21-13 / 21-7
- Juliette Ah-Wan –  Jemima Mageni: 21-14 / 21-9
- Shama Aboobakar –  Abena Manuela: 21-5 / 21-3
- Hadia Hosny –  Alube Anita: 21-13 / 21-11
- Karen Foo Kune –  Mercy Joseph: 21-11 / 21-7
- Catherina Paulin –  Margaret Nankabirwa: 21-11 / 21-7
- Grace Daniel –  Dina Nagy: 21-11 / 21-13
- Stacey Doubell –  Gideon Mary: 21-17 / 21-19
- Susan Ideh –  Rajae Rochdy: 21-12 / 18-21 / 21-11
- Kerry-Lee Harrington –  Shamim Bangi: 21-18 / 21-10
- Juliette Ah-Wan –  Ngandwe Miyambo: 21-5 / 21-6
- Hadia Hosny –  Shama Aboobakar: 10-21 / 21-13 / 21-14
- Catherina Paulin –  Karen Foo Kune: 21-17 / 21-17
- Stacey Doubell –  Grace Daniel: 21-17 / 21-19
- Susan Ideh –  Kerry-Lee Harrington: 21-17 / 21-17
- Juliette Ah-Wan –  Hadia Hosny: 21-17 / 10-21 / 21-7
- Stacey Doubell –  Catherina Paulin: 21-13 / 21-17
- Juliette Ah-Wan –  Susan Ideh: 21-17 / 17-21 / 21-12
- Juliette Ah-Wan –  Stacey Doubell: 21-15 / 21-7

## Herrendoppel
- Himesh Patel /  Patrick Ruto –  Owono Jacquesi /  Landry Menguele: 21-6 / 21-6
- Sahir Edoo /  Yoni Dany Louison –  Peter Maina /  Jonathan Monda: 21-4 / 21-8
- Olorunfemi Elewa /  Abraham Otagada –  Elkaadery Zakaria /  Khadery Lofti: 21-16 / 11-21 / 21-11
- Ola Fagbemi /  Jinkan Ifraimu –  Jiten Patel /  Achayo Simon: 21-9 / 21-12
- Enrico James /  Jacob Maliekal –  Mabo Donald /  Juma Muwowo: 21-17 / 21-11
- Georgie Cupidon /  Steve Malcouzane –  Patrick Kinyua /  Alfred Muthomi: 21-10 / 21-13
- Himesh Patel /  Patrick Ruto –  Onthathile Sekwidi /  Gaone Tawana: 21-6 / 21-6
- Sahir Edoo /  Yoni Dany Louison –  Paul Kopolo /  Ngonidzashe Mhinda: 21-4 / 21-7
- Ali Ahmed El Khateeb /  Abdelrahman Kashkal –  Daniel Aryee /  Solomon Mensah Nyarko: 21-15 / 20-22 / 21-16
- Olorunfemi Elewa /  Abraham Otagada –  Brian Ssunna /  Wilson Tukire: 21-7 / 21-18
- Chris Dednam /  Dorian James –  Pascal Niyonkuru /  Eric Niyongabo: 21-5 / 21-6
- Ola Fagbemi /  Jinkan Ifraimu –  Enrico James /  Jacob Maliekal: 21-10 / 21-18
- Georgie Cupidon /  Steve Malcouzane –  Himesh Patel /  Patrick Ruto: 21-17 / 21-16
- Sahir Edoo /  Yoni Dany Louison –  Ali Ahmed El Khateeb /  Abdelrahman Kashkal: 21-19 / 13-21 / 21-19
- Chris Dednam /  Dorian James –  Olorunfemi Elewa /  Abraham Otagada: 21-19 / 21-19
- Ola Fagbemi /  Jinkan Ifraimu –  Georgie Cupidon /  Steve Malcouzane: 21-10 / 21-18
- Chris Dednam /  Dorian James –  Sahir Edoo /  Yoni Dany Louison: 21-12 / 21-16
- Ola Fagbemi /  Jinkan Ifraimu –  Chris Dednam /  Dorian James: 21-13 / 21-14

## Damendoppel
- Olerato Charlie /  Maria Moirapula –  Michelle Chinguwa /  Tatenda Mushunje: 21-3 / 21-2
- Shamim Bangi /  Margaret Nankabirwa –  Ngandwe Miyambo /  Ogar Siamupangila: 21-18 / 21-19
- Michelle Edwards /  Annari Viljoen –  Alube Anita /  Naomi Kemunto: 21-7 / 21-5
- Noran Hassan El Banna /  Rajae Rochdy –  Abena Manuela /  Cookey Mswani: 21-10 / 21-3
- Shama Aboobakar /  Karen Foo Kune –  Davies Joyceline /  Theresa Tetteh: 21-11 / 21-12
- Grace Daniel /  Mary Gideon –  Olerato Charlie /  Maria Moirapula: 21-4 / 21-7
- Shamim Bangi /  Margaret Nankabirwa –  Mercy Joseph /  Jemima Mageni: 21-13 / 21-13
- Stacey Doubell /  Kerry-Lee Harrington –  Alice N. /  Jeanine N.: 21-2 / 21-6
- Susan Ideh /  Maria Braimoh –  Hadia Hosny /  Dina Nagy: 22-20 / 21-18
- Juliette Ah-Wan /  Catherina Paulin –  Sarah El-Merhissi /  Charaouite Ghita: 21-4 / 21-3
- Michelle Edwards /  Annari Viljoen –  Noran Hassan El Banna /  Rajae Rochdy: 21-16 / 21-16
- Grace Daniel /  Mary Gideon –  Shama Aboobakar /  Karen Foo Kune: 21-17 / 21-15
- Stacey Doubell /  Kerry-Lee Harrington –  Shamim Bangi /  Margaret Nankabirwa: 21-16 / 21-12
- Juliette Ah-Wan /  Catherina Paulin –  Susan Ideh /  Maria Braimoh: 21-18 / 21-17
- Grace Daniel /  Mary Gideony –  Michelle Edwards /  Annari Viljoen: 19-21 / 21-10 / 21-19
- Stacey Doubell /  Kerry-Lee Harrington –  Juliette Ah-Wan /  Catherina Paulin: 21-19 / 19-21 / 21-17
- Grace Daniel /  Mary Gideon –  Stacey Doubell /  Kerry-Lee Harrington: 21-16 / 21-15

## Mixed
- Jacob Maliekal /  Kerry-Lee Harrington –  Gaone Tawana /  Maria Moirapula: 21-9 / 21-16
- Shehab Yehia /  Dina Nagy –  Elkaadery Zakaria /  Rajae Rochdy: 21-14 / 21-12
- Patrick Ruto /  Naomi Kemunto –  Pascal Niyonkuru /  Alice N.: 21-8 / 21-11
- Georgie Cupidon /  Juliette Ah-Wan –  Jinkan Ifraimu /  Susan Ideh: 21-18 / 21-15
- Daniel Opondo /  Rita Njeri Ndungu –  Eric Niyongabo /  Jeanine N.: 21-14 / 21-9
- Dorian James /  Annari Viljoen –  Ngonidzashe Mhinda /  Tatenda Mushunje: 21-3 / 21-8
- Daniel Aitey /  Davies Joyceline –  Owono Jacquesi /  Cookey Mswani: 21-9 / 21-11
- Abdelrahman Kashkal /  Hadia Hosny –  Joel Dubel /  Alisen Camille: 21-9 / 21-7
- Olorunfemi Elewa /  Maria Braimoh –  Wilson Tukire /  Margaret Nankabirwa: 21-15 / 21-23 / 21-11
- Enrico James /  Stacey Doubell –  Juma Muwowo /  Ogar Siamupangila: 16-21 / 23-21 / 21-11
- Jacob Maliekal /  Kerry-Lee Harrington –  Yoni Dany Louison /  Karen Foo Kune: 21-10 / 21-12
- Mabo Donald /  Ngandwe Miyambo –  Shehab Yehia /  Dina Nagy: 18-21 / 21-19 / 24-22
- Steve Malcouzane /  Catherina Paulin –  Ali Ahmed El Khateeb /  Noran Hassan El Banna: 23-21 / 21-14
- Abraham Otagada /  Gideon Mary –  Patrick Kinyua /  Mercy Joseph: 21-6 / 21-12
- Sahir Edoo /  Shama Aboobakar –  Landry Menguele /  Abena Manuela: 21-7 / 21-4
- Abraham Wogute /  Shamim Bangi –  Patrick Ruto /  Naomi Kemunto: 22-20 / 21-11
- Ola Fagbemi /  Grace Daniel –  Paul Kopolo /  Michelle Chinguwa: 21-5 / 21-4
- Ben Noah Ayim /  Theresa Tetteh –  Alfred Muthomi /  Alube Anita: 27-25 / 21-12
- Chris Dednam /  Michelle Edwards –  Onthathile Sekwidi /  Olerato Charlie: 21-6 / 21-5
- Georgie Cupidon /  Juliette Ah-Wan –  Daniel Opondo /  Rita Njeri Ndungu: 21-11 / 14-21 / 21-19
- Dorian James /  Annari Viljoen –  Daniel Aitey /  Davies Joyceline: 21-6 / 21-13
- Abdelrahman Kashkal /  Hadia Hosny –  Olorunfemi Elewa /  Maria Braimoh: 21-16 / 21-14
- Enrico James /  Stacey Doubell –  Jacob Maliekal /  Kerry-Lee Harrington: 16-21 / 25-23 / 21-15
- Steve Malcouzane /  Catherina Paulin –  Mabo Donald /  Ngandwe Miyambo: 21-9 / 21-14
- Sahir Edoo /  Shama Aboobakar –  Abraham Otagada /  Gideon Mary: 21-10 / 21-12
- Ola Fagbemi /  Grace Daniel –  Abraham Wogute /  Shamim Bangi: 21-16 / 21-14
- Chris Dednam /  Michelle Edwards –  Ben Noah Ayim /  Theresa Tetteh: 21-11 / 21-6
- Georgie Cupidon /  Juliette Ah-Wan –  Dorian James /  Annari Viljoen: 21-9 / 14-21 / 21-19
- Enrico James /  Stacey Doubell –  Abdelrahman Kashkal /  Hadia Hosny: 21-13 / 15-21 / 21-17
- Sahir Edoo /  Shama Aboobakar –  Steve Malcouzane /  Catherina Paulin: 21-10 / 21-15
- Ola Fagbemi /  Grace Daniel –  Chris Dednam /  Michelle Edwards: 21-19 / 21-17
- Georgie Cupidon /  Juliette Ah-Wan –  Enrico James /  Stacey Doubell: 21-13 / 22-20
- Ola Fagbemi /  Grace Daniel –  Sahir Edoo /  Shama Aboobakar: 21-10 / 21-19
- Ola Fagbemi /  Grace Daniel –  Georgie Cupidon /  Juliette Ah-Wan: 18-21 / 22-20 / 21-16